# Northrop F-5

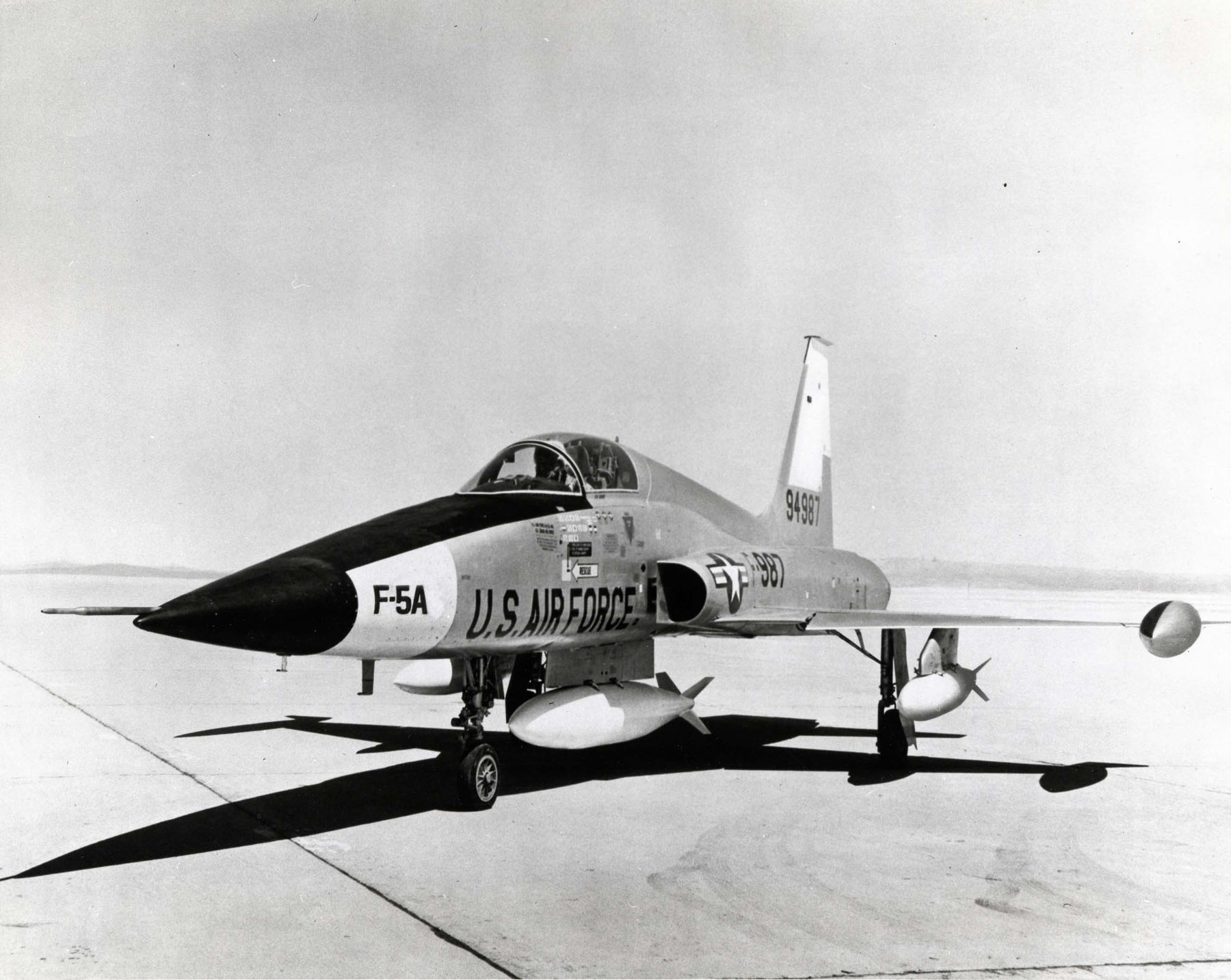
Northrop YF-5A

El Northrop F-5 és un caça supersònic lleuger dissenyat per Northrop a la dècada de 1960 als Estats Units. Hi ha dos models principals, les variants F-5A i F-5B Freedom Fighter i les variants F-5E i F-5F Tiger II àmpliament actualitzades. L'equip de disseny va embolicar un petit caça altament aerodinàmic al voltant de dos motors J85 General Electric compactes i d'alt risc, enfocant en el rendiment i un baix cost de manteniment. Va ser dissenyat com un caça polivalent lleuger i tot i on ser tant avançat com dissenys contemporanis, com el McDonnell Douglas F-4 Phantom II, tenia uns costos de producció i manteniment molt més baixos. No va equipar en gran nombre les forces aèries dels Estats Units però sí que va ser un model d'èxit en exportacions. Tot i que està dissenyat principalment per a un paper de superioritat aèria de dia, l'avió també és una plataforma d'atac terrestre capaç. El F-5A va entrar en servei a principis de la dècada de 1960. Durant la guerra freda, més de 800 van ser produïts fins al 1972 per als aliats dels Estats Units. Encara que en aquell moment la Força Aèria dels Estats Units (USAF) no tenia necessitat d'un caça lleuger, va aconseguir aproximadament 1.200 avions d'entrenament Northrop T-38 Talon, que es basava en el disseny de caces N-156 de Northrop. A pesar de ser poc conegut va ser un dels caces més efectius dels Estats Units durant la dècada de 1960 i principis de 1970.
Després de guanyar la International Fighter Aircraft Competition, un programa destinat a proporcionar caces de baix cost efectius als aliats americans, el 1970 Northrop va introduir el F-5E Tiger II de segona generació el 1972. Aquesta millora incloïa motors més potents, major capacitat de combustible, major àrea de les ales i extensions millorades de la vora d'avantguarda per a millors velocitats de gir, revestiment opcional de combustible aire-aire, i aviònica millorada incloent radar aire-aire. Principalment utilitzat pels aliats americans, roman al servei dels Estats Units per donar suport als exercicis de formació. Ha servit en una àmplia gamma de funcions, sent capaç de complir tant tasques d'atac aeri com terrestre; el tipus va ser usat extensament en la Guerra del Vietnam. Un total de 1.400 Tiger II van ser construïts abans que la producció acabés el 1987. Més de 3.800 avions F-5 i el T-38 van ser produïts a Hawthorne, Califòrnia. Les variants F-5N/F estan en servei amb la Marina dels Estats Units i el Cos de Marines dels Estats Units com a entrenadors adversaris. Més de 400 avions estaven en servei a partir del 2021
El F-5 també es va desenvolupar com un avió de reconeixement dedicat, el RF-5 Tigereye. El F-5 també va servir com a punt de partida per a una sèrie d'estudis de disseny que van resultar en el Northrop YF-17 i el F/A-18 de caces navals. El Northrop F-20 Tigershark era una variant avançada per succeir el F-5E que va ser cancel·lat quan els clients d'exportació no van sorgir.

## Disseny i desenvolupament

#### Orígens
L'esforç de disseny va ser dirigit pel vicepresident d'enginyeria i dissenyador d'aeronaus de Northrop Edgar Schmued, que anteriorment a North American Aviation havia estat el dissenyador en cap dels reeixits caces nord-americans P-51 Mustang i F-86 Sabre. Schmued va reclutar un fort equip d'enginyeria per Northrop.
El desembre de 1953, l'OTAN va emetre el NBMR-1, demanant un caça tàctic lleuger capaç de transportar armes convencionals i nuclears i operar des d'aeròdroms. A finals de 1954, un equip de Northrop va recórrer Europa i Àsia per examinar tant el NBMR-1 com les necessitats dels membres del SEATO. A partir d'aquesta gira, Schmued va donar al seu equip l'objectiu d'invertir la tendència en el desenvolupament de caces cap a una major mida i pes per tal de lliurar un avió amb un alt rendiment, millor maniobrabilitat i alta fiabilitat, tot i que encara ofereix un avantatge de cost sobre els caces contemporanis. Reconeixent que els avions de reacció cars no podien ser reemplaçats de manera viticulable cada pocs anys, també va exigir "potencial de creixement motoritzat" permetent la longevitat del servei en més de deu anys.
El disseny va començar a consolidar-se el 1955 amb la introducció del motor de turboreactor General Electric J85. Originalment desenvolupat per McDonnell ADM-20 Quail decoy per ús en el Boeing B-52 Stratofortress, el J85 tenia una relació d'empenta a pes de 6,25 a 7,5 depenent de la versió, donant-li un avantatge notable sobre contemporanis com la relació 4,7 del motor J79 utilitzat en el F-4 Phantom.

#### Evolució del disseny
Utilitzant un parell de J85 com a línia de base, l'equip va començar a considerar una sèrie de dissenys potencials. Entre els primers conceptes hi havia el N-156TX de març de 1955. Això muntava els motors en beines, una sota cada ala aproximadament a mig camp. El fuselatge era bastant esvelt en comparació amb el disseny final, amb una tripulació de dos homes sota una petita cabina de comandament.
Aquell any, la Marina dels Estats Units va expressar el seu interès en un caça per operar des dels seus portaavions d'escorta, que eren massa petits per operar els caces de reacció existents de la Marina. Northrop va respondre amb un redisseny radical, PD-2706, que va col·locar els motors contra el fuselatge en conductes curts que sortien davant de la zona de la cua, com el F-4, i va moure l'ascensor fins a formar una cua T. El disseny resultant tenia un fuselatge molt més curt i era bastant compacte. El desenvolupament al llarg d'aquestes línies va acabar quan la Marina va decidir retirar els portaavions d'escorta. Northrop continuà el desenvolupament del N-156, tant com a entrenador avançat de dos seients, designat com a N-156T, i com a caça monoplaça, designat com a N-156F.
Una altra figura molt influent va ser l'enginyer en cap Welko Gasich, que va convèncer a Schmued que els motors han d'estar situats dins del fuselatge per obtenir el màxim rendiment. Això va portar a la versió PD-2812 de gener de 1956 que va començar a semblar molt al producte final, encara que aquesta versió tenia un ascensor de llarga envergadura baix muntada amb un notable anhedral. El PD-2832 de març de 1956 es va traslladar a un ascensor més convencional i tenia un estabilitzador vertical fortament escombrat. El disseny es va sotmetre a diverses versions addicionals durant l'any següent que van experimentar amb diferents dissenys de nas i van continuar allargant el fuselatge. El disseny final, PD-2879D, va sorgir el desembre de 1956.
Gasich també va introduir el concepte de "cost del cicle vital" en el disseny de caces, que va proporcionar la base per al baix , primer prototipus d'aeronaucost operatiu del F-5 i la llarga vida útil. Un estudi de disseny de Northrop va declarar "L'aplicació de la tecnologia avançada es va utilitzar per proporcionar l'eficàcia màxima de la força a un cost mínim. Aquesta es va convertir en la filosofia de Northrop en el desenvolupament del T-38 i el F-5 avions d'entrenament i caces lleugers."

#### Producció
El N-156T va ser ràpidament seleccionat per la Força Aèria dels Estats Units com a substitut del T-33 el juliol de 1956. El 12 de juny de 1959, el primer prototipus, que posteriorment va ser designat com a YT-38 Talon, va realitzar el seu primer vol. En el moment en què la producció havia acabat el gener de 1972, es va produir un total de 1.189 Talons. El desenvolupament del N-156F va continuar amb una prioritat menor com a empresa privada per Northrop; el 25 de febrer de 1958, es va emetre una comanda de tres prototips per a un possible caça de baix cost que podria ser subministrat sota el Programa d'Assistència Militar per a la distribució a les nacions menys desenvolupades. El primer N-156F va volar a la Base de la Força Aèria Edwards el 30 de juliol de 1959, superant la velocitat del so en el seu primer vol.
Tot i que les proves del N-156F van tenir èxit, demostrant una fiabilitat sense precedents i demostrant una superioritat en el paper d'atac a terra per als North American F-100 Super Sabre nord-americans existents, l'interès oficial en el tipus Northrop va decaure, i el 1960 semblava que el programa era un fracàs. L'interès va reviure el 1961 quan l'Exèrcit dels Estats Units el va provar (juntament amb el Douglas A-4 Skyhawk i el Fiat G.91) per reconeixement i suport proper. Tot i que els tres tipus van ser capaços durant les proves de l'exèrcit, operar avions de combat d'ala fixa era legalment responsabilitat de la Força Aèria, que no acceptaria permetre a l'exèrcit operar avions de combat d'ala fixa, una situació repetida amb el C-7 Caribou.
El 1962, l'Administració Kennedy va reviure el requisit d'un caça d'exportació de baix cost, seleccionant el N-156F com a guanyador de la competició F-X el 23 d'abril de 1962, convertint-se posteriorment en el "F-5A", i va ser ordenat a la producció a l'octubre d'aquell any. Va ser nomenat sota el sistema de designació d'aeronaus Tri-Service dels Estats Units de 1962, que va incloure un re-set de la sèrie de números de caça. Northrop va fabricar un total de 624 F-5A, incloent-hi tres prototips YF-5A, abans que la producció acabés el 1972. També es van construir 200 avions d'entrenament 2 seients F-5B, sense canons muntats al nas però amb capacitat de combat, i 86 avions de reconeixement RF-5A, equipats amb nassos de quatre càmeres. A més, Canadair va construir 240 F-5 de primera generació sota llicència, CASA a Espanya va construir 70 aeronaus més.

### F-5E i F5F Tiger II

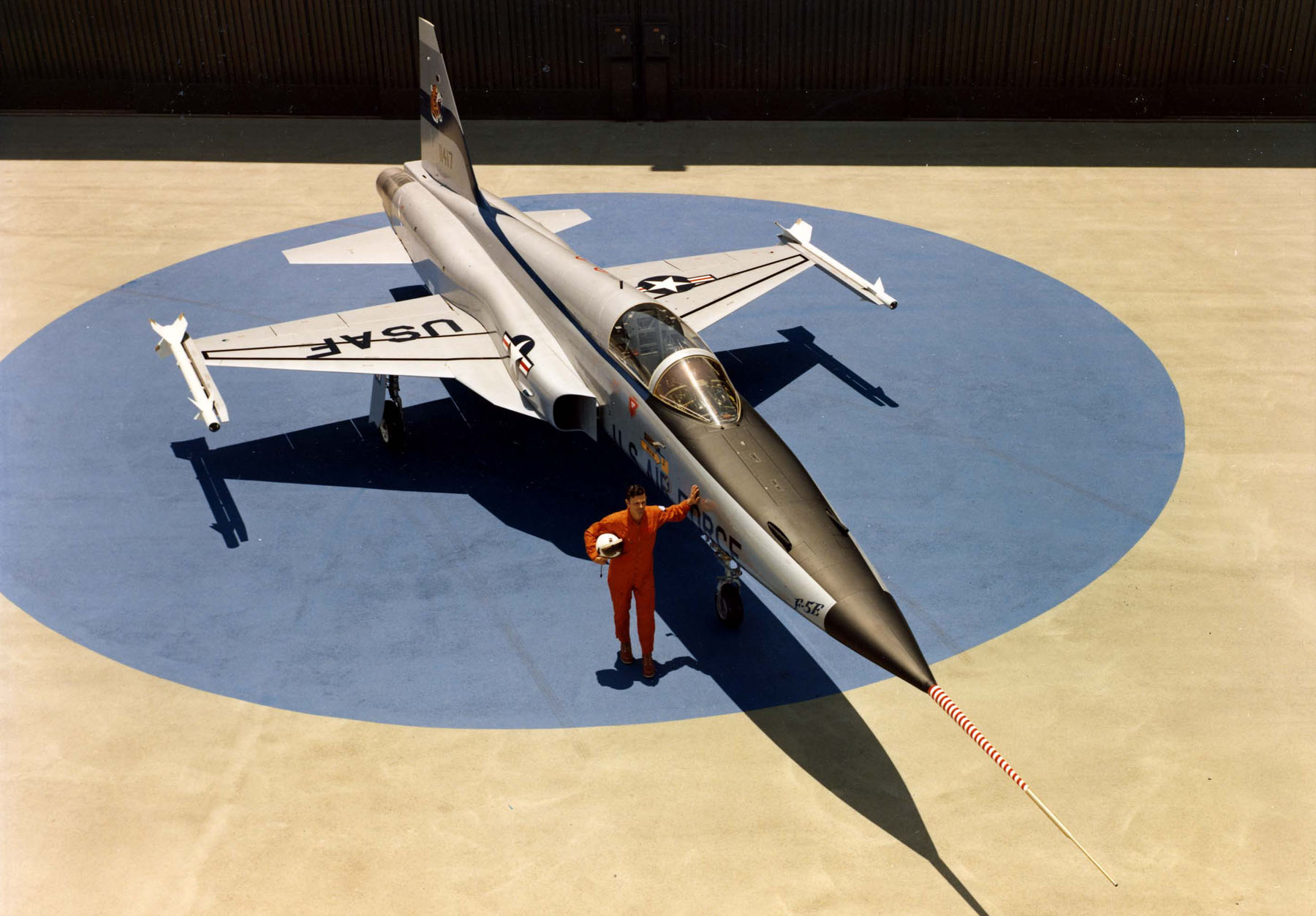
Model de presentació de la versió F-5E Tiger-II.

El 1970, Northrop va guanyar la competició International Fighter Aircraft (IFA) per substituir el F-5A, amb un millor rendiment aire-aire contra avions com el Mikoian-Gurévitx MiG-21 soviètic. L'aeronau resultant, inicialment coneguda com a F-5A-21, es va convertir posteriorment en el F-5E. Tenia motors J85-21 General Electric més potents (5.000 lliures), i tenia un fuselatge allargat i ampliat, acomodant més combustible. Les seves ales van ser equipades amb ampliacions de vora davantera, donant una major àrea de l'ala i una millor maniobrabilitat. L'aviònica de l'aeronau era més sofisticada, incloent-hi un radar (inicialment l'Emerson Electric AN/APQ-153) (el F-5A i B no tenien radar). Va mantenir l'armament de dos canons M39, un a cada costat del nas del F-5A. Diversos accessos aviònics específics podrien ser acomodats a petició d'un client, incloent-hi un sistema de navegació inercial, TACAN i equips ECM. A més, es va incorporar el tren d'aterratge del nas de posició del CF-5 canadenc per reduir la distància d'enlairament.
El primer F-5E va volar l'11 d'agost de 1972. Un entrenador de dos seients, el F-5F, va ser ofert, primer volant el 25 de setembre de 1974, a la Base de la Força Aèria Edwards, amb un nou nas, que era de tres peus més, que, a diferència del F-5B que no muntava un canó, li va permetre retenir un únic canó M39, encara que amb una capacitat de munició reduïda. Els dos seients estaven equipats amb el radar Emerson AN/APQ-157, que és un derivat del radar AN/APQ-153, amb doble control i sistemes de visualització per acomodar la tripulació de dos homes, i el radar té el mateix rang d'ANA/APQ-153, al voltant de 10 nmi. El 6 d'abril de 1973, el 425è TFS a la Base de la Força Aèria Williams, Arizona, va rebre el primer F-5E Tiger II.
També es va oferir una versió de reconeixement, el RF-5E Tigereye, amb un paquet de sensors al nas desplaçant el radar i un canó.
El F-5E finalment va rebre el nom oficial Tiger II; 792 F-5E, 146 F-5Fs i 12 RF-5E van ser construïts finalment per Northrop. Més van ser construïts sota llicència a l'estranger: 91 F-5E i F-5Fs a Suïssa, 68 per Korean Air a Corea del Sud, i 308 a Taiwan.
El F-5E va demostrar ser un avió de combat amb èxit en servei amb els aliats dels Estats Units, però no tenia servei de combat amb la Força Aèria dels Estats Units, encara que el F-5A amb modificacions, designat F-5C, va ser volat pels Estats Units a Vietnam. El F-5E va evolucionar cap al F-5G monomotor, que va ser rebatejat com F-20 Tigershark. Va perdre en vendes d'exportació al F-16 Fighting Falcon en la dècada de 1980.

## Característiques
Aquest avió era compacte i tenia una gran maniobrabilitat i qualitats de vol, afavorint una taxa d'accidents baixa i una gran disponibilitat per a les missions. Això el feia similar al soviètic Mikoian-Gurévitx MiG-21. La valoració de les seves qualitats de vol era molt elevada entre els seus pilots, als nivells del North American F-86 Sabre o el General Dynamics F-16 Fighting Falcon.

## Variants
N-156F: Prototip de caça monoplaça. Només es van construir tres avions.
YF-5A: Els tres prototips van rebre la designació YF-5A de la Força Aèria dels Estats Units.
F-5A: Versió de caça monoplaça del F-5, originalment sense radar, però més tard va ser equipat amb el radar AN/APQ-153 durant les actualitzacions.
RF-5A:Versió de reconeixement monoplaça del caça F-5A.
F-5A (G): Versió de caça monoplaça del F-5A per a la Reial Força Aèria Noruega.
XF-5A: La designació es va donar a un avió utilitzat per a proves estàtiques.
A.9: Designació de la Força Aèria i Espacial Espanyola Northrop F-5As.
F-5B: Versió d'entrenador de dos seients.
F-5C Skoshi Tiger: Dotze F-5A Freedom Fighters van ser provats per la Força Aèria dels Estats Units durant quatre mesos i mig a Vietnam. Modificat a la planta de Palmdale afegint una sonda extraïble i no retràctil de combustible d'aire al costat esquerre, 90 lliures de plaques d'armadura externes sota la cabina i el motor, i botigues evasibles pilons.
F-5E Tiger II: Versió de caça monoplaça amb AN/APQ-159, substituint l'anterior AN/APQ-153.
F-5E Tiger III: Força Aèria Xilena F-5E Tiger III. Versió actualitzada del F-5E en ús per la Força Aèria Xilena, amb radar EL/M-2032 reemplaçant l'original AN/APQ-159 i capaç de disparar versions avançades del míssil Python.
F-5E/F: Un únic prototip construït per a la Força Aèria Suïssa, que comprèn un fuselatge F-5E i una secció de cua, amb ales d'un F-5F. A partir de 2011, aquest avió es trobava al Museu de la Base Aèria de Meiringen.
F-5G: La designació temporal donada al Northrop F-20 Tigershark, equipat amb radar General Electric AN/APG-67.
F-5N: Ex-Força Aèria Suïssa F-5E va utilitzar per a la Marina dels Estats Units com a avió "aggressor", amb AN/APG-69 reemplaçant l'original AN/APQ-159. Amb la intenció de reemplaçar els F-5E d'USN/USMC de temps elevat en el paper d'adversari, i va entrar en servei fins al 2015.
F-5S: La versió actualitzada del F-5E, estava en ús amb la Força Aèria de la República de Singapur, equipada amb el radar de banda X FIAR Grifo-F de Galileo Avionica i són capaços de disparar l'AIM-120 AMRAAM.
F-5TH Super Tigris: Anteriorment conegut com el F-5T Tigris abans de ser oficialment redesignat. Una versió millorada del F-5E de la Royal Thai Air Force per Israel, està equipat amb EL/M-2032, enllaç de dades tàctiques, Sky Shield jamming pod i són capaços de disparar el míssil Derby aire-aire més enllà del rang visual.
F-5EM: Versió actualitzada del F-5E de la Força Aèria Brasilera equipada amb radar Grifo-F italià.
F-5TIII: Versió actualitzada del F-5E, en servei amb la Reial Força Aèria del Marroc.
F-5E Tiger 2000: Versió actualitzada de Taiwan AIDC, equipat amb el radar GD-53, capaç de disparar el TC-2 Sky Sword II, MIL-STD-1553B Link i GPS/INS. No va entrar en servei, ja que el ROCAF va decidir embarcar-se immediatament en el procés, en última instància reeixit, d'adquirir F-16 addicionals per reemplaçar completament el seu F-5E/Fs.
RF-5A: Versió de reconeixement monoplaça del caça F-5A. Es van construir aproximadament 120 unitats.
CF-5: Versions de caces per al Comandament Aeri de les Forces Canadenques construïdes sota llicència per Canadair. La seva designació canadenca és CF-116.

## Operadors

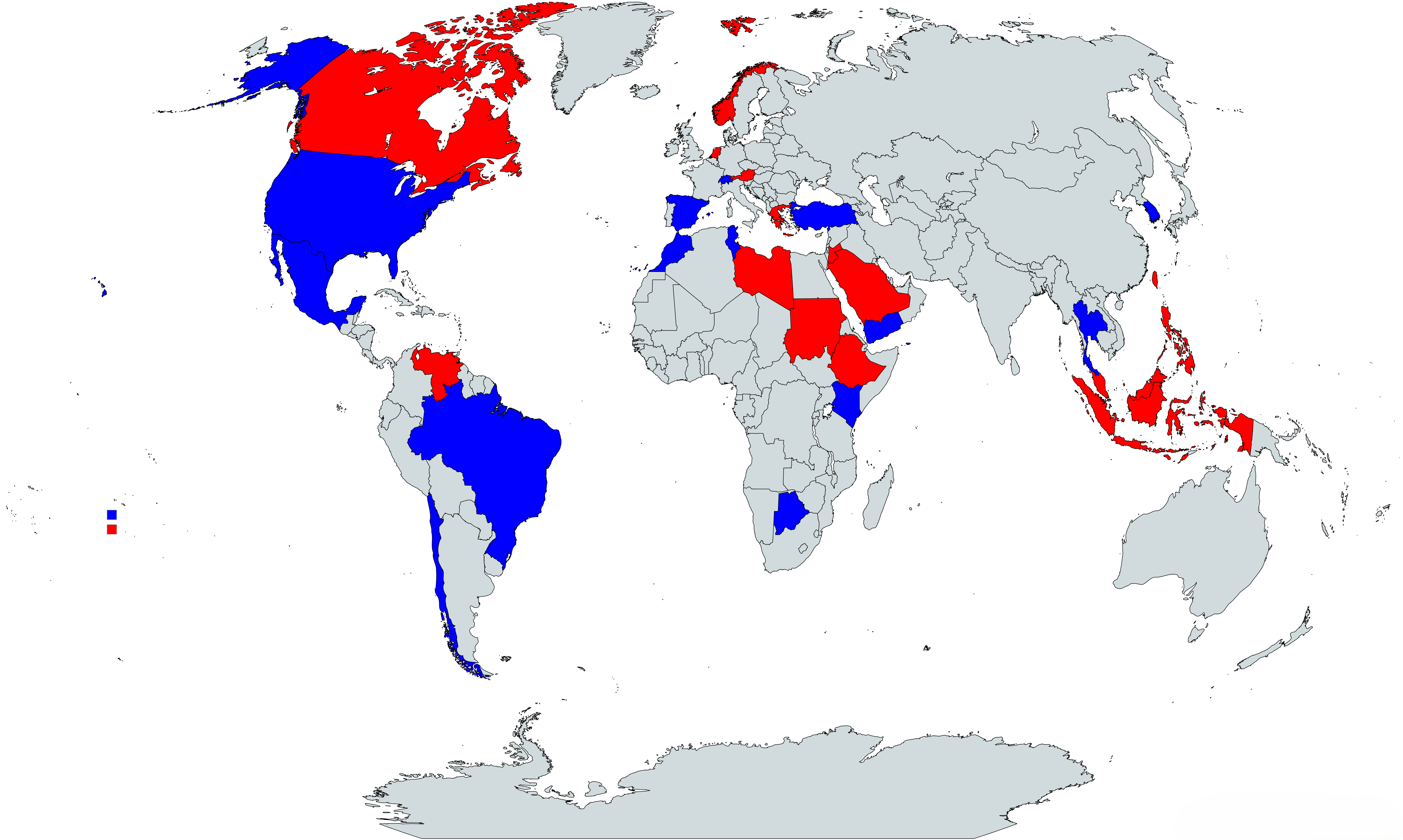
Països on tenen o han tingut un F-5

- Bahrain: La Força Aèria de Bahrain va rebre vuit F-5E i dos F-5F entre 1985 i 1987.[10]
- Botswana: La Força Aèria de Botswana va comprar 10 CF-5A actualitzats i 3 CF-5Ds al Canadà el 1996.[18] Uns altres tres CF-5A i dos CF-5D van ser comprats el 2000.[19] 11 CF-5A i 4 CF-5D estaven en servei a partir de desembre de 2021.[6]
- Brasil: La Força Aèria Brasilera va comprar 78 F-5 de diferents variants des de 1974. Opera 42 F-5EM i 4 F-5FM a partir de desembre de 2021,[6] que es retiraran gradualment entre 2017 i 2030,[20] substituïts per la JAS 39E/F Gripen.[21]
- Xile: Força Aèria Xilena: Xile va comprar 15 F-5Es i 3 F-5Fs en la dècada de 1970, aquests van ser actualitzats a Tiger III estàndard a partir de 1993.[10] Un total de 10 F-5 estan en ús a partir de 2009. El març de 2013, la Força Aèria uruguaiana va iniciar converses per aconseguir 12 avions F-5 Tiger III de Xile per 80 milions de dòlars.[22] No obstant això, 13 avions continuen en servei amb la Força Aèria Xilena el desembre de 2021.[6]
- Hondures: Força Aèria Hondurenya: Els Estats Units van lliurar 10 F-5E i 2 F-5F a partir de 1987,[10] com a substituts de Dassault Super Mystére, que van ser reassignats a l'atac aeri com ho van ser en els seus últims anys de servei. El F-5 va ser reformat per l'antic avió de la Força Aèria dels Estats Units. Tres F-5E i 2F-5F segueixen en servei a partir de desembre de 2021.[6]
- Iran: Força Aèria de la República Islàmica de l'Iran: 49 F-5E i F operacionals a partir de desembre de 2021;[6] l'Iran havia rebut originalment un total de 127 F-5A/B el 1972 que aviat va començar a ser retirat/venut a altres països. El 1976 Iran havia rebut un total de 181 dels millorats F-5E/F/RF-A lliurats a la Força Aèria Imperial Iraniana.
- Kenya: Kenya Air Force: El juliol de 2008, es va informar que Kenya gastaria 1,5 mil milions de Xílings per comprar 15 antics F-5 de la Força Aèria Jordana, 13 F-5E i dos F-5F actualitzats amb aviònica de Rockwell Collins[23] (més entrenament i recanvis). S'afegiran o, finalment, substituiran a la flota F-5 existent. Disset F-5E i sis F-5F segueixen en servei a partir de desembre de 2021.[6]
- Corea del Sud: Força Aèria de la República de Corea: va rebre un total de 340 F-5 (88 F-5A, 30 F-5B, 8 RF-5A, 126 F-5E, 20 F-5F, 48 KF-5E, i 20 KF-5F). Durant la Guerra del Vietnam, 36 F-5A i 8 RF-5A van ser transferits a la Força Aèria de la República del Vietnam a canvi de F-4 Phantom II de la Força Aèria dels Estats Units. 5 RF-5A van ser portats de tornada a Corea abans que acabés la guerra. L'últim Freedom Fighter es va retirar el 2005, i 8 F-5A van ser donats a la Força Aèria de Filipines. El ROKAF planeja reemplaçar els F-5E/Fs americans amb 60 nous FA-50 Golden Eagle i KAI KF-21 Boramae. 156 F-5E i 29 F-5F segueixen en servei a partir de desembre de 2021.[6]
- Mèxic: La Força Aèria Mexicana va rebre 12 F-5 el 1982.[24] Van operar vuit F-5E i dos F-5F fins que es van retirar el 2017.[25] Tres F-5E mexicans i un F-5F estaven en servei a partir de desembre de 2021.[6]
- Marroc: La Força Real Marroquí opera 12 F-5A/Bs actualitzats amb avions Tiger II i 24 F-5 Tiger III actualitzats.[26] 22 F-5E i 4 F-5F segueixen en servei a partir de desembre de 2021.[6]
- Espanya: La Força Aèria i Espacial Espanyola opera 19 F-5BM com a entrenadors per a l'escola de caces. Inicialment, es van lliurar 70 caces de la versió A i B.[27]
- República de la Xina: Força Aèria de la República de la Xina: Rebut 115 F-5A i B des de 1965, 48 van ser transferits al Vietnam del Sud abans de 1975. De 1973 a 1986, Taiwan va produir 308 F-5E/Fs sota llicència.[10] Els lots posteriors de la producció amb llicència local AIDC del Tiger II van ser equipats amb dispensadors de flamarada/cafebres, a més de les millores de qualitats amb el nas de tauró ampliat LEX i F-20, i receptors d'alerta de radar (RWR).[28]
- Suïssa: Força aèria suïssa: operant 42 F-5E i 12 F-5F Tiger II. El F-5 va ser triat perquè era més fàcil de mantenir que el F-16.
- Tailàndia: Royal Thai Air Force: 30 F-5A/B/C retirats. Ara operant al voltant de 40 F-5E/F/T, F-5s del 701st Sq. retirat i reemplaçat per 12 JAS 39 Gripens. L'última flota de F-5, actualitzada en F-5TH i F-5THF en 211st Sq., continua servint fins al 2025-2030.
- Tunísia: Força Aèria Tunisiana: vuit F-5E i quatre F-5F Tiger II van ser lliurats entre 1984 i 1985. La TAF va rebre cinc F-5E ex-USAF el 1989. Onze F-5E i 3 F-5F estaven en servei a partir de desembre de 2021.[6]
- Turquia: Força Aèria Turca: més de 200 F-5A/B i NF-5A/B van ser comprats a diversos països. Entre 40 i 50 d'ells van ser actualitzats a l'estàndard F-5/2000 durant la dècada dels 2000. El F-5/2000 continua actiu, del qual 10 F-5A i dos F-5B pertanyen a l'equip d'exhibició acrobàtic Turkish Stars.[29] El 7 d'abril de 2021, un NF-5 es va estavellar durant els exercicis d'entrenament per a l'equip d'exhibició aerobàtic Turkish Stars a Konya.[30] L'avió està previst que sigui substituït per TAI Hurjet.[31]
- Iemen: Força Aèria Iemenita: va heretar la flota F-5 del Iemen del Nord el 1994. Només mitja dotzena de F-5 encara estaven operatius a principis de la dècada de 2010.[32]
- Àustria: Força Aèria Austríaca: En préstec des de Suïssa - tots els avions van tornar i van ser substituïts per Eurofighter Typhoon.
- Canada: Fabricats al Canadà sota llicència com CF-5.
- Etiòpia: El primer lliurament de la Força Aèria Etíop el 1966; ha operat les variants A, B i E.
- Grècia: La Força Aèria Hel·lènica va rebre els primers 55 F-5A el 1965. El 1975, 10 avions van ser comprats a l'Iran i més tard, 10 més van ser seguits a Jordània. El 1986, nou avions van ser donats per Noruega i el 1991, 10 NF-5A van ser donats pels Països Baixos. Durant 1967 i 1968 aquest tipus d'aeronau va ser utilitzat pel 3r Equip Aerobàtic Hel·lènic "New Hellenic Flame". Els últims NF-5A es van retirar el 2002.[33]
- Indonèsia: Força Aèria d'Indonèsia: Rebut el 1980, actualitzat a Bèlgica a mitjans de la dècada de 1990. Els 16 F-5E/Fs han estat retirats des del 3 de maig de 2016 per directiva del Cap de la Força Aèria d'Indonèsia a causa de problemes de seguretat.
- Malàisia: La Royal Malaysian Air Force va utilitzar 4 F-5F com a avió d'entrenament, mentre que altres 16 dels seus Northrop F-5E Tiger II van ser actualitzats amb finalitats de reconeixement.
- Jordània: Royal Jordanian Air Force – es va retirar el 2015. Substituït per F-16A/B i Hawk Mk 63. Va vendre 11 a Brasil per 21 milions de dòlars el 2009.[34]
- Països Baixos: Royal Netherlands Air Force: va rebre 75 NF-5A i 30 NF-5B construïts a Canadair entre el 7 d'octubre de 1969 i el 20 de març de 1972. Després que l'avió fos retirat i substituït pel F-16 Fighting Falcon, l'avió va ser emmagatzemat inicialment a la Base Aèria Gilze-Rijen i la Base Aèria Woensdrecht, fins que 60 avions van ser venuts a Turquia, 11 a Grècia i 7 a Veneçuela.[10] Diversos dels avions restants es poden trobar en museus d'aviació i escoles tècniques.
- Iemen del Nord: Força Aèria de la República Àrab del Iemen: quatre entrenadors del F-5B van ser transferits de l'Aràbia Saudita, i dotze combatents del F-5E lliurats alsEstats Units (però també pagats per l'Aràbia Saudita) el 1979.[32] Més tard, els saudites van donar diversos avions addicionals com a substituts de desgast. Els avions supervivents van passar a la reunificada Força Aèria Iemenita el 1994.
- Noruega: Força Real aèria de Noruega: va rebre un total de 108 F-5A, F-5B i RF-5A entre 1966 i 1971.
- Filipines: La Força Aèria de Filipines va rebre 19 avions F-5A i tres F-5B entre 1965-1967. El 1989, el PAF va rebre tres F-5A i un F-5B taiwanesos.[35] En la dècada de 1990, almenys vuit ex-F-5A sud-coreans i dos F-5A jordans van ser adquirits. Les Filipines van desmantellar la seva flota F-5A/B el 2005.[36]
- Aràbia Saudita: Força Real Saudita: De 1974 a 1985 va rebre un total de 20 F-5B, 109 F-5E/F i 10 RF-5E.[37]
- Singapur: Força Aèria de la República de Singapur: operava 32 caces F-5S, 9 F-5T i 8 RF-5S el 2011. La majoria es va retirar el 2014 excepte alguns que van marxar per entrenar-se,[38] abans de retirar-se tot el 2015.
- Vietnam del Sud: La Força Aèria de la República del Vietnam va rebre una flota de 158 antics combatents per la llibertat dels Estats Units, Corea del Sud, Iran i Taiwanesos F-5A, 10 RF-5A i 8 entrenadors F-5B, els EUA també van proporcionar els nous F-5E Tiger II, la majoria dels F-5 van ser evacuats a Tailàndia el 1975, però molts van ser capturats per l'Exèrcit Popular.
- Unió de Repúbliques Socialistes Soviètiques: Els F-5E van ser rebuts del Vietnam i del règim del Derg a Etiòpia per a proves de rendiment i vols d'avaluació. Van ser provats en combats simulats contra els avions Mikoian-Gurévitx MiG-21 i Mikoian-Gurévitx MiG-23, ajudant en última instància en el desenvolupament del MiG-23MLD i el Mikoian-Gurévitx MiG-29.[39]
- Sudan: Força Aèria Sudanesa: 10 F-5E i dos F-5F van ser lliurats el 1978, un dels F-5F va ser venut a Jordània. A més, dos F-5 van desertar al Sudan d'Etiòpia durant la crisi d'Ogaden.[10]
- Estats Units: Força Aèria dels Estats Units, Cos de Marines dels Estats Units i Armada dels Estats Units
- Veneçuela: Força aèria de Veneçuela: 27 aeronaus adquirides (16 CF-5A, 4 CF-5D, 1 NF-5A, 6 NF-5Bs), 9 perdudes en accidents. L'última unitat registrada que va volar ho va fer el 2010.[40]
- Vietnam: Força Aèria Popular del Vietnam (diverses aeronaus capturades ex-RVNAF). Un F-5E va ser transferit a la Unió Soviètica per a vols d'avaluació, és a dir, contra el MiG-21bis; 40+ F-5E/F/C estaven al servei del VNAF. Després de la Guerra del Vietnam, les forces vietnamites van utilitzar la flota F-5 capturada contra les forces xineses durant la Guerra sino-vietnamita.

## Especificacions (F-5E Tiger II)
Dades de Quest for Performance
Característiques generals
- Tripulació: 1
- Longitud: 14,45 m
- Envergadura: 8,13 m
- Alçada: 4,08 m
- Superfície de l'ala 17,28 m²
- Perfil: arrel alar NACA 65A004.8, punta alar NACA 64A004.8
- Pes buit: 4.349 kg
- Pes carregat: 7.157 kg
- Pes màxim d'enlairament: 11.214 kg
- Motor: 2× turbojet General Electric J85-GE-21B 
  - Impuls normal: 15,5 kN  cada un
  - Impuls amb postcremador: 22,2 kN cada un

 Rendiment 
- Velocitat màxima: 917 nusos (Mach 1,6; 1.700 km/h) ; a altitud
- Abast: 760 milles nàutiques
- Abast en trasllat: 2,010 mn
- Sostre de servei: 51.800 peus (15.800 m)
- Ràtio d'ascens: 175 m/s

Armament

- Metralladores: 2 canons automàtics de calibre 20 mm M39 al morro amb 280 cartutxos cadascun
- Punts d'ancoratge: 7: 2 als extrems alars, 4 subalars i 1 sota el fuselatge amb una capacitat de 3.175 kg i provisions per portar combinacions de:
  - Coets: 

Diagrama d'un F-5E Tiger-II.

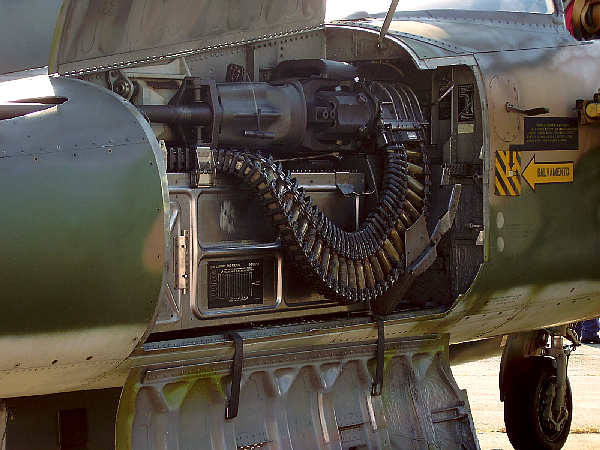
Canons automàtics d'un F-5 brasiler.

    - 2 contenidors llançacoets LAU-61/LAU-68 (cadascun amb 19 o 7 coets Hydra 70; o
    - 2 contenidors llançacoets LAU-5003 (cadascun amb 19 coets CRV7 de calibre 70 mm); o
    - 2 contenidors llançacoets LAU-10 (cadascun amb 4 coets Zuni de calibre 127 mm); o
    - 2 contenidors llançacoets Matra (cadascun amb 18 coets SNEB de 68 mm de calibre)

  - Míssils: 

    - 4 míssils aire-aire dels models AIM-9 Sidewinder o AIM-120 AMRAAM.
    - També compatible amb models russos: AA-8 Aphid, AA-10 Alamo, AA-11 Archer i altres models russos o xinesos
    - 2× míssils aire-superfície AGM-65 Maverick

  - Bombes: Varietat de bombes de caiguda lliure, bombes de dispersió i bombes guiades Paveway.